# Robert Adamson (fotógrafo)
Robert Adamson (Burnside, Escocia, 26 de abril de 1821 - Saint Andrews, 14 de enero de 1848) fue un fotógrafo escocés,cuyo trabajo se encuentra muy ligado al de David Octavius Hill.
Aprendió la técnica del calotipo de su hermano John, que realizó el primer calotipo en Escocia en 1841. En 1842 comenzó a realizar calotipos y en 1843 se asoció a David Octavius Hill, junto al que abrió el primer estudio profesional en Edimburgo. Su vida fotográfica es breve, ya que murió a los 26 años. Sin embargo, ha pasado a la Historia de la fotografía por realizar calotipos para David Octavius Hill, con un montante conjunto de unos 1800 calotipos. 
Uno de los trabajos más destacados son los retratos de los miembros fundacionales de la Iglesia escocesa, realizados entre los años 1843 y 1848; se trata de una colección documental que facilita un estudio psicológico y antropológico de la época anterior a los años 1890. También realizaron retratos de tipos callejeros y paisajes, siendo de los primeros en realizar retratos en exteriores.
A mediados de 1847 el estudio fotográfico Hill & Adamson's tuvo que cerrar a causa de la enfermedad de Robert que falleció al año siguiente. Poco después David Octavius Hill volvió a dedicarse a la pintura. Sin embargo, el trabajo de ambos se presentó en la Gran Exposición de 1851. Pero hasta 1872, después de la muerte de Hill, su trabajo no fue redescubierto. La revista Camera Work publicó algunas de sus obras en 1905, 1912 y 1914.